# Borgstedter See mit Enge
Der Borgstedter See mit Enge  (an seinem westlichen Ende) ist ein See im Kreis Rendsburg-Eckernförde in Schleswig-Holstein östlich der Ortschaft Borgstedt.

## Beschreibung
Der See ist etwa 51 ha groß und ist der mittlere der drei Obereiderseen nordöstlich von Rendsburg, die in die Trasse des Eider-Kanals im 18. Jahrhundert einbezogen wurden und dann Bestandteile der 1895 fertiggestellten heutigen Bundeswasserstraße Nord-Ostsee-Kanal wurden. Von 1912 bis 1914 wurde der Nord-Ostsee-Kanal bei Borgstedt begradigt und es entstand die Rader Insel zwischen dem bisherigen Kanalbett im Borgstedter See mit Enge und dem südlich gebauten neuen Kanalbett. 1972 wurde an dieser Stelle die Rader Hochbrücke errichtet. Zuständig ist das Wasserstraßen- und Schifffahrtsamt Nord-Ostsee-Kanal.

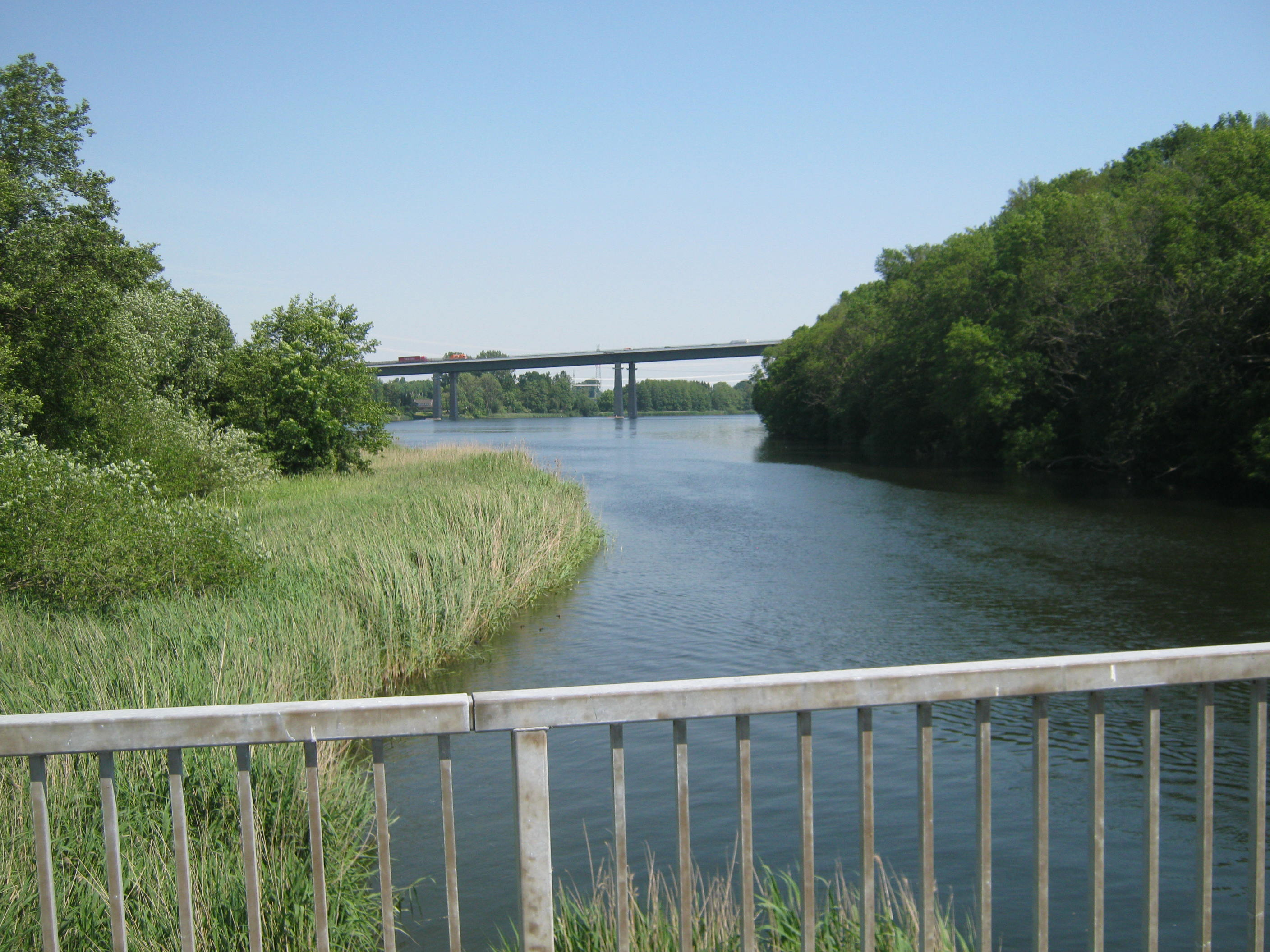
Borgstedter Enge, am westlichen Ende des Sees, von der Brücke zur Rader Insel (rechts) aufgenommen.

Beim mittleren der drei Obereiderseen bezieht sich auf älteren Karten die Bezeichnung Borgstedter Enge auf den ganzen See. Das Preußische Wassergesetz zählt alle drei Seen als Bestandteile des Kaiser-Wilhelm-Kanals auf: Schirnauer, Borgstedter und Audorfer See. Ab 1998 ist in das Bundeswasserstraßengesetz die am westlichen Ende befindliche Enge in die Bezeichnung mit aufgenommen.

## Magnetfeldmesseinrichtung der Marine

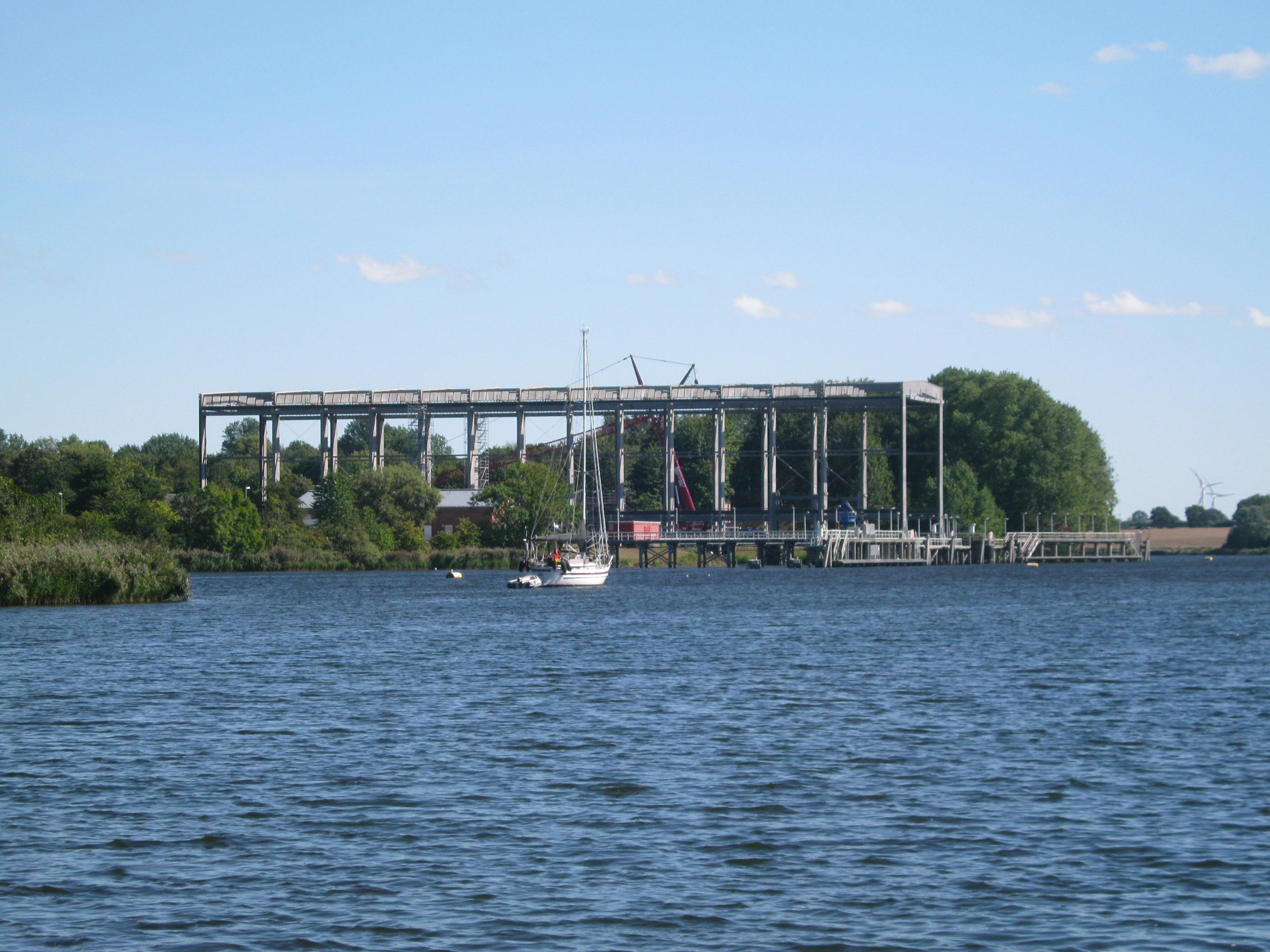
Erdmagnetfeldsimulator am östlichen Ende des Sees

Im östlichen Teil des Borgstedter Sees bei Lehmbek befindet sich in einem eigens ausgebaggerten Becken von 40 m Breite und 120 m Länge ein Erdmagnetfeldsimulator der Wehrtechnischen Dienststelle 71 der Deutschen Marine für die Vermessung der magnetischen Signatur von Marinefahrzeugen wie der U-Boot-Klasse 212 A oder Minensuchbooten. Es können Magnetfelder von jedem beliebigen Ort der Erde simuliert werden. Dies ist zur Sicherstellung des magnetischen Eigenschutzes der Fahrzeuge gegen Seeminen notwendig. Der in den 1960er Jahren erbaute erste Simulator wurde 2005 durch einen modernen, 40 Mio. Euro teuren Neubau ersetzt.